# Contea di Leon (Texas)
La contea di Leon in inglese Leon County è una contea dello Stato del Texas, negli Stati Uniti. La popolazione al censimento del 2010 era di 16 801 abitanti. Il capoluogo di contea è Centerville.

## Geografia fisica
| Anno | Popolazione | ±%     |
| ---- | ----------- | ------ |
| 1850 | 1,946       |        |
| 1860 | 6,781       | 248.5% |
| 1870 | 6,523       | −3.8%  |
| 1880 | 12,817      | 96.5%  |
| 1890 | 13,841      | 8.0%   |
| 1900 | 18,072      | 30.6%  |
| 1910 | 16,583      | −8.2%  |
| 1920 | 18,286      | 10.3%  |
| 1930 | 19,898      | 8.8%   |
| 1940 | 17,733      | −10.9% |
| 1950 | 12,024      | −32.2% |
| 1960 | 9,951       | −17.2% |
| 1970 | 8,738       | −12.2% |
| 1980 | 9,594       | 9.8%   |
| 1990 | 12,665      | 32.0%  |
| 2000 | 15,335      | 21.1%  |
| 2010 | 16,801      | 9.6%   |

Secondo l'Ufficio del censimento degli Stati Uniti d'America la contea ha un'area totale di 1081 miglia quadrate (2800 km²), di cui 1073 miglia quadrate (2780 km²) sono terra, mentre 7,5 miglia quadrate (19 km², corrispondenti allo 0,7% del territorio) sono costituiti dall'acqua.

### Strade principali
- Interstate 45
- U.S. Highway 79
- State Highway 7
- State Highway 75
- State Highway 164

### Contee adiacenti
- Freestone County (nord)
- Anderson County (nord-est)
- Houston County (est)
- Madison County (sud)
- Robertson County (ovest)
- Limestone County (nord-ovest)